# Ischnotoma goldfinchi
Ischnotoma goldfinchi är en tvåvingeart som beskrevs av Alexander 1924. Ischnotoma goldfinchi ingår i släktet Ischnotoma och familjen storharkrankar. Inga underarter finns listade i Catalogue of Life.